# Braunsia erlangeri
Braunsia erlangeri är en stekelart som beskrevs av Günther Enderlein 1904. Braunsia erlangeri ingår i släktet Braunsia och familjen bracksteklar. Inga underarter finns listade.